# Pure (Ardennes)
Pure település Franciaországban, Ardennes megyében. Lakosainak száma 563 fő (2022. január 1.). Pure Matton-et-Clémency, Messincourt és Osnes községekkel határos.

## Népesség
A település népessége az elmúlt években az alábbi módon változott:
| Lakosok száma | 696  | 651  | 619  | 620  | 632  | 638  | 604  | 576  | 562  | 563  |
|               | 1968 | 1982 | 1990 | 2006 | 2013 | 2015 | 2017 | 2019 | 2020 | 2022 |